# Barrio Cofico
El barrio Cofico es un barrio de la ciudad de Córdoba, en Argentina. Se ubica en la zona centro y cuenta con un total de 9 manzanas.
Toma su nombre de "Cooperativa Fiduciaria Córdoba", quien realizó el loteo del actual barrio.
Sus límites oficiales son al norte con la calle Juan B.Bustos, al sur con el Avenida Los Andes, al oeste calle avenida Los Andes, y al este con la avenida Roque Saenz Peña. Se encuentra a solo 400 metros del ingreso al centro de la ciudad.
A pesar de que oficialmente, debido a sus límites, es un barrio chico en superficie, popularmente una pequeña fracción de los barrios Ducasse, Alta Córdoba e Independencia, son conocidos también como Cofico. Posiblemente debido al interés comercial de los desarrollistas inmobiliarios por sus recientes construidas propiedades horizontales en la zona sur del Barrio de Alta Córdoba en el sector ubicado entre Calle Jerónimo Luis de Cabrera y Gral. Bustos, en flagrante violación a la Ordenanza de Barrios han denominado a muchos de los edificios recientemente allí construidos en el sur de Alta Córdoba como Edificios "Cofico" "Alto Cofico" "Balcones de Cofico" "Cardinales Cofico" "El Faro de Cofico" etc., ello a fines de confundir a los adquirentes y en la errónea creencia de así jerarquizar. 
También contribuye a la confusión de muchos inquilinos de la zona sur de Alta Córdoba.

## Transporte
Tomando sus límites oficiales, las líneas de colectivos que unen el barrio y alrededores con otros sectores de la ciudad son:
| Corredor   | Líneas              |
| ---------- | ------------------- |
| Corredor 3 | - 30 - 32 - 35 - 36 |
|            | - 40 - 41 - 42 - 44 |
|            | - Trole A           |